# Tyusag
A Tyusag (más néven Tusák ukránul: Тевщак [Tevscsak]) patak Kárpátalján, az Apsica bal oldali mellékvize. Hossza 17 km, vízgyűjtő területe 41,5 km². Esése 46 ‰.
Felsőapsán torkollik az Apsicába.

## Települések a folyó mentén
- Felsőapsa (Верхнє Водяне)